# 정동화 (배우)
정동화(1984년 1월 9일 ~ )는 대한민국의 배우다. 2003년 연극 '긴 여행'으로 데뷔했다.

## 방송
- 싱어게인3 (2023) - Top77

## 영화
- 텐트 안에서 (2010) - 박정남 역
- 하로동선 (2022) - 동주 역

## 수상
- 제14회 골든티켓 어워즈 중소극장 뮤지컬 배우상 (2019)
- 제13회 골든티켓 어워즈 씬스틸러 상 (2018)